# Teoria da mente
Teoria da mente (em inglês Theory of Mind - ToM), também designada por mentalização, é a habilidade de atribuir e representar, em si próprio e nos outros, os estados mentais independentes crenças, intenções, desejos, conhecimento, etc. e de compreender que os outros possuem crenças, desejos e intenções que são distintas da sua própria.  É um processo que se baseia na compreensão cognitiva do estado mental de outrem no qual o sujeito que consegue representar o estado mental do outro indivíduo não se torna emocionalmente envolvido.  Déficits nessa função acontecem em pessoas com autismo, esquizofrenia, déficit de atenção , bem como consequência de intoxicação cerebral decorrente de abuso de álcool . Embora existam abordagens filosóficas aos questionamentos levantados por essas discussões, a Teoria da Mente como tal é distinta da Filosofia da Mente.

## Definição da Teoria da Mente
A Teoria da Mente é uma teoria na medida em que a mente não é diretamente observável. O pressuposto de que outros têm uma mente é chamado de teoria da mente porque cada humano só pode intuir a existência de sua própria mente através de introspecção, e ninguém tem acesso direto à mente de outra pessoa. Normalmente é aceito que outros possuem mentes por analogia com a própria mente, e baseando-se na natureza recíproca da interação social, como observado na atenção compartilhada, no uso funcional da linguagem e na compreensão das emoções e ações dos outros. Possuir uma teoria da mente permite que se possa atribuir pensamentos, desejos e intenções aos outros, predizer ou explicar suas ações e pressupor suas intenções. Como definido originalmente, a teoria da mente permite compreender que estados mentais podem ser a causa do comportamento dos outros, e consequentemente serem utilizados para explicar e predizer esse comportamento. Ser capaz de atribuir estados mentais aos outros e compreendê-los como causa do comportamento implica, em parte, que uma pessoa seja capaz de compreender a mente como um "gerador de representações". Se uma pessoa não possui a teoria da mente completamente desenvolvida, isto pode ser um sinal de comprometimento cognitivo ou prejuízo no desenvolvimento.
A teoria da mente parece ser uma habilidade potencial inata em humanos, mas são necessárias experiências sociais durante muitos anos para ativá-la. Diferentes pessoas podem desenvolver teorias da mente mais ou menos efectivas. Empatia é um conceito relacionado, significando a experiência de reconhecimento e compreensão dos estados mentais, incluindo crenças, desejos e particularmente emoções dos outros, frequentemente caracterizada como a habilidade de "compreender o ponto de vista do outro". Apesar das capacidades usadas na teoria da mente serem, na sua maior parte, também utilizadas na empatia, estes dois sistemas baseiam-se em circuitos neuronais distintos. Estudos neuro-etológicos de comportamentos animais recentemente desenvolvidos sugerem que mesmo roedores podem exibir habilidades éticas ou empáticas. Teorias neo-Piagetianas sobre o desenvolvimento cognitivo mantêm que a teoria da mente é um produto da habilidade hipercognitiva dos humanos para registar, monitorizar e representar seu próprio funcionamento. Assim, foi apresentada a hipótese de as pessoas usarem seu próprio estado mental como ponto de partida na inferência de estados mentais de outros, seguida de um ajustamento com base nas diferenças existentes entre a própria pessoa e o outro sujeito.
O número de pesquisadores da teoria da mente em diferentes populações (humanas e animais, adultos e crianças, com desenvolvimento normal e atípico) cresceu rapidamente nos últimos 40 anos desde o trabalho de Premack e Woodruff "Does the chimpanzee have a theory of mind?", assim como cresceram as diferentes teorias da mente. O emergente campo de discussão da [[neurociência social]] também começou a se interessar por este tipo de debate, imaginando os seres humanos em atividades que necessitam da compreensão de uma intenção, crença ou outro estado mental.
Uma explicação alternativa para a Teoria da Mente (ToM) é fornecida dentro do Behaviorismo e possui evidências empíricas significativas para uma explicação funcional tanto da perspectiva da fala quanto da empatia. A abordagem mais desenvolvida dentro do behaviorismo é a chamada "Relational Frame Theory". De acordo com essa visão da empatia e da fala, estas estão em relação direta com um complexo sistema de habilidades relacionais baseadas na discriminação e respostas verbais à relações ainda mais complexas sobre si próprio, os outros, espaço e tempo, e a transformação destas funções através de relações estabelecidas .

## Presença da Teoria da Mente
A presença ou ausência da teoria da mente pode ser comprovada através da realização de um teste que consiste na capacidade de uma pessoa prever a ação de outra com base numa crença errada dessa outra pessoa. Um exemplo de um teste que avalia a compreensão da pessoa relativamente à crença errada de outrem é a seguinte história: o Maxi colocou um chocolate na caixa X. Na sua ausência, a sua mãe tira o chocolate da caixa X e coloca-o na caixa Y. Em que caixa irá Maxi procurar o chocolate quando voltar? Só quando as pessoas conseguirem representar a verdade incorreta do Maxi (O chocolate está na caixa X) de forma independente do que elas próprias sabem ser o certo (O chocolate está na caixa Y), é que apontarão corretamente para a caixa X. O paradigma da falsa crença pode ser estendido pondo Maxi numa situação de querer dizer a verdade ou a mentira. O irmão de Maxi é introduzido na história e, tal como Maxi, quer o chocolate. O seu irmão pergunta-lhe em que caixa está o chocolate e Maxi, que erradamente pensa que o chocolate está na caixa X, decide enganar o irmão. Onde é que Maxi dirá que está o chocolate? A resposta correta das pessoas a esta pergunta dependerá da correta interpretação da intenção de Maxi em dizer ao irmão o local errado do chocolate. A resposta de Maxi para o irmão tem de estar errada relativamente à crença incorreta de Maxi (O chocolate está na caixa X). Ou seja, Maxi responderia "O chocolate está na caixa Y" com o intuito de enganar o irmão. Só que Maxi não sabe que, na realidade, o chocolate está nessa caixa. Estas situações são exemplos que testam se o sujeito tem uma representação explícita e definida da falsa crença de outrem. A importância prática consiste no uso desta representação como referência na interpretação ou antecipação de ações de outras pessoas.

## Áreas cerebrais envolvidas
Nestes estudos, os sujeitos são colocados num scanner, mostram-se histórias baseadas em texto, cartoons e formas abstratas em movimento e no final é-lhes pedido para perceber as intenções, as crenças e os desejos do protagonista da respetiva história.
Os estudos revelam de forma consistente o envolvimento de uma rede que compreende o sulco temporal póstero-superior (STS - superior temporal sulcus), as junções temporoparietais (TPJ - temporoparietal junctions), o córtex pré-frontal medial (MPFC - medial prefrontal cortex) e, por vezes, os polos temporais (TP - temporal poles). O STS ajuda a processar a relação causal entre movimento/ação e os objetivos de outrem. Os TP “simulam” a experiência de outra pessoa com base em experiências passadas do sujeito. A capacidade em compreender conceitos relativos a estados mentais como desejos, objetivos e sentimentos assenta em funções do MPFC e desenvolve-se mais cedo do que a capacidade de representar conteúdos mais abstratos de estados mentais como crenças, especificamente associadas a funções do TPJ.
Contudo, existem diferenças funcionais entre a inferência de estados mentais de pessoas semelhantes e diferentes. Uma parte do MPFC é utilizada quando alguém é percebido como semelhante. Quando os sujeitos inferem acerca de pessoas diferentes, uma parte mais dorsal do MPFC mostra uma maior ativação. Isto sugere que podem ser utilizadas duas estratégias diferentes na inferência dos estados mentais de outras pessoas: basear a inferência no conhecimento que temos acerca de nós próprios ou no conhecimento abstrato que temos sobre o mundo.

### O caso dos psicopatas
Nos psicopatas, é comum a presença de uma excelente compreensão das intenções dos outros e, consequentemente, uma grande capacidade de manipulação do comportamento dos que o rodeiam. Assim, nos psicopatas é detectada a presença de ToM e a ausência de empatia, podendo ser esta a razão que explica o seu comportamento antissocial e o facto que causar sofrimento às outras pessoas. Mais concretamente, quando lhes é aplicado um estímulo de dor, as áreas associadas à empatia da dor são ativadas. No entanto, a aplicação, noutras pessoas, de um estímulo doloroso leva a uma maior ativação do núcleo acumbbens, uma área associada ao prazer .